# Myrmecozela armeniaca
Myrmecozela armeniaca är en fjärilsart som beskrevs av Aleksei Konstantinovich Zagulajev 1971. Myrmecozela armeniaca ingår i släktet Myrmecozela och familjen äkta malar.
Artens utbredningsområde är Armenien. Inga underarter finns listade i Catalogue of Life.